# Allan Carr
Cet article possède un paronyme, voir Alan Carr.
Pour les articles homonymes, voir Carr.
Allan Carr de son vrai nom Allan Solomon (né le 27 mai 1937 à Chicago, en Illinois et mort le 29 juin 1999 à Beverly Hills (Californie)) est un producteur de cinéma et manager d'acteurs et de musiciens.

## Biographie
Carr commença sa carrière comme assistant à Playboy Magazine avec Hugh Hefner. Il acquit progressivement une réelle réputation en tant qu'organisateur de shows promotionnels et autres « fiestas. »
En 1977, le producteur Robert Stigwood l'engagea pour la campagne promotionnelle de La Fièvre du samedi soir (Saturday Night Fever). Sa réussite fut telle que Stigwood le réengagea pour Grease en 1978. Ils travaillèrent ensuite en commun sur différents films qui obtinrent un succès plus mitigé, en comparaison aux premiers.
Carr reçut un Tony Award en 1984 pour sa production de La Cage aux folles au théâtre de Broadway.
Sa réputation de donner des fêtes dispendieuses et fastueuses et de créer des productions à grand spectacle a conduit les organisateurs de la 61e édition des Oscars du Film américain à l'engager pour la mettre en scène en se basant sur la promesse qu'on allait revenir des spectacles ennuyeux et sans intérêt des années précédentes.
Devant être « l'antithèse de la médiocrité », il s'est en fait avéré une catastrophe qui culmina avec le tristement célèbre appariement de Blanche-Neige, jouée par Eileen Bowman et Rob Lowe chantant Proud Mary. 
Le show fut un objet de risée, considéré comme un des pires évènements de l'histoire des Oscars et de la télévision. Pour en rajouter, la compagnie Walt Disney intenta un procès pour « usage illégal de l'image de Blanche-Neige ». Sa réputation fut définitivement brisée. Il ne travailla plus jamais à Hollywood. Au moment de sa mort, il était employé à Brentwood, en Californie.
Il mourut le 29 juin 1999 d'un cancer du foie à Beverly Hills, en Californie. Il était âgé de 62 ans.

## L'agent
Allan géra la carrière de beaucoup, comme :
- Peter Sellers
- Paul Anka
- Marvin Hamlisch
- Ann-Margret
- Melina Mercouri
- Cass Elliot
- Dyan Cannon
- Herb Alpert
- Peggy Lee
- Marlo Thomas
- Olivia Newton-John
- Tony Curtis.

## Le producteur
Allan produit de nombreux films comme :
- C.C. and Company (en) (1970)
- Grease (1978)
- Rien n'arrête la musique (Can't Stop the Music) (1980)
- Grease 2 (1982)
- Where the Boys Are (1984)
- Jouer c'est tuer (Cloak & Dagger) (1984).

Il a également écrit l'adaptation à l'écran de Grease.